# 50 Years! Of Love?
Pour plus de détails, voir Fiche technique et Distribution.
50 Years! Of Love? est un film documentaire sud-africain réalisé par Karin Slater et Steven Bartlo, sorti le 24 juin 2008.

## Synopsis
Sentant que le mariage est un sujet auquel les gens sont peu préparés dans la plupart des sociétés, un couple de cinéastes part autour du monde pour tenter d’avoir un regard objectif sur le mariage, au-delà des clichés de la lune de miel et du « … heureux pour toujours ».
Imaginant que les Noces d'or sont une espèce en voie d’extinction, ils décident d’explorer plus en profondeur les réalités du mariage en interviewant des couples unis depuis 50 ans ou plus. C’est seulement ainsi qu’ils pourront eux-mêmes décider de faire ou non le grand pas.

## Fiche technique
- Réalisation : Karin Slater et Steven Bartlo
- Scénario : Karin Slater, Steven Bartlo
- Photographie : Karin Slater, Steven Bartlo
- Montage : Anja Bombelli
- Son : Karin Slater, Steven Bartlo
- Société de production : Durga Shakti Films